# Тудэвтэй
Тудэвтэй (монг. Түдэвтэй) — сомон аймака Завхан в западной части Монголии. Численность населения по данным 2010 года составила 1 671 человек.
Центр сомона — посёлок Ойгон, расположенный в 200 километрах от административного центра аймака — города Улиастай и в 1055 километрах от столицы страны — Улан-Батора.

## География
Сомон расположен в западной части Монголии. Граничит с соседними сомонами Баянхайрхан, Нумрег, Сонгино, Цэцэн-Уул, Эрдэнэхайрхан и Яруу. На территории Тудэвтэя располагаются горы Тудэвтэй, Тэмээнчулуун, Онц, Хурэнчулуут, протекают реки Улаагчин, Цорго, Жарантай. В сомоне расположено крупное солёное озеро Ойгон-Нуур.
Наличие полезных ископаемых в сомоне плохо изучено.

## Климат
Климат резко континентальный. Средняя температура января -28-32 градусов, июля +12-15 градусов. Ежегодная норма осадков составляет 200-300 мм.

## Фауна
Животный мир Тудэвтэя представлен косулями, волками, лисами, корсаками, манулами, зайцами, тарбаганами.

## Инфраструктура
В сомоне есть школа, больница, турбазы.

## Известные уроженцы
- Ламажавын Ванган (1920—1968) — монгольский прозаик, драматург, режиссёр, сценарист, литературный критик, переводчик.
- Ламжавын Нацаг (1922–1984) – монгольский артист цирка, народный артист Монголии.